# Innehalten (Eichstätt)
[inne]halten ist das katholische Magazin für das Bistum Eichstätt. Es entstand aus der „Kirchenzeitung für das Bistum Eichstätt“ und erscheint im vierzehntägigen Rhythmus. Der überregionale Mantelteil wird von einer Zentralredaktion in Osnabrück und die Bistumsseiten von einer Regionalredaktion erstellt.

## Entwicklung
1934 wurde der „Willibaldsbote“ gegründet, der bis Ostern 2024 unter dem Namen „Kirchenzeitung für das Bistum Eichstätt“ vertrieben wurde. Im März 2023 wurde wegen der finanziellen Lage des Bistums Eichstätt die Einstellung angekündigt. Zu diesem Zeitpunkt hatte der Willibaldsbote noch eine bezahlte Auflage von etwa 8700 Exemplaren.
Im Dezember 2023 wurde die Kooperation mit der Verlagsgruppe Bistumspresse bekannt gegeben. Statt der Einstellung wird die bisher wöchentliche Kirchenzeitung seit dem 31. März 2024 als vierzehntägliches Magazin unter dem Titel [inne]halten veröffentlicht. Von den insgesamt 64 Seiten werden 35 überregionale Seiten von der Zentralredaktion gestaltet, und 29 Seiten enthalten eine Berichterstattung aus der Region. Die an der Kooperation beteiligten Verlage vereinbarten folgende Zusammenarbeit: Sie drucken gemeinsam, führen ein gemeinsames Redaktionssystem ein und produzieren die überregionalen Inhalte ihrer Blätter gemeinsam.

## Inhalte
Neuigkeiten aus dem Vatikan und der Weltkirche stehen aktuellen Berichten über das kirchliche Leben vor Ort gegenüber. Das katholische Magazin blickt aus einer zuversichtlichen Perspektive auf Gesellschaft und Kirche, widmet sich aber auch kritischen Fragen. Interviews mit wegweisenden Köpfen unserer Zeit, analytische Auseinandersetzungen mit aktuellen Themen und das Aufzeigen unterschiedlicher Perspektiven sind wichtige Bestandteile des journalistischen Selbstverständnisses.
Die Berichte, Reportagen und Interviews decken auf konstruktive und lösungsorientierte Weise kirchenpolitische als auch gesellschaftliche Fragen ab. Ziel ist es, die Tragfähigkeit christlicher Werte neu zu entdecken.